# Video poker

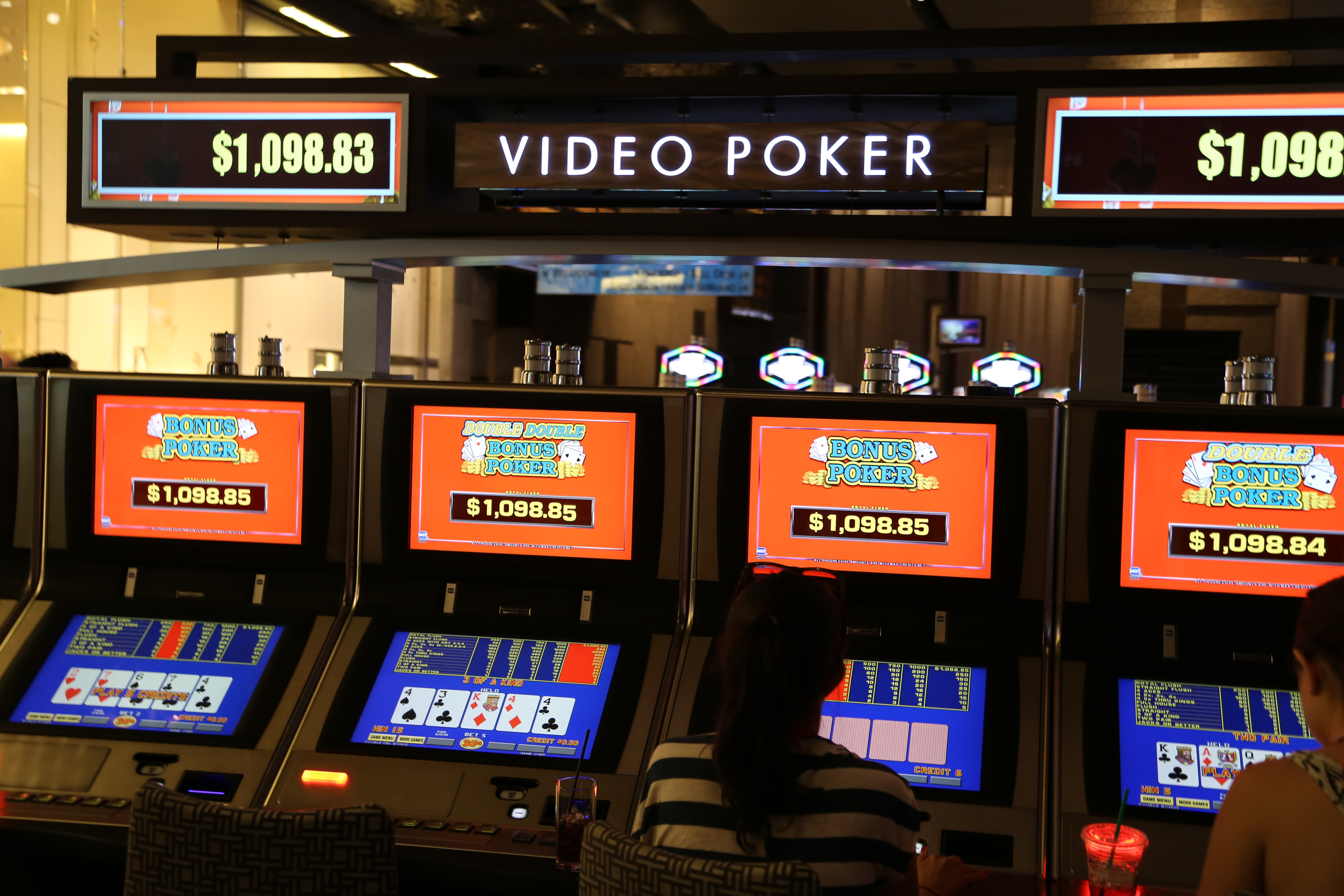
Video poker in un casinò di New Orleans

Il video poker è un gioco d'azzardo, derivato dal poker, molto diffuso nei casinò, che si gioca con una console computerizzata di dimensioni analoghe ad una slot machine. La sua particolarità risiede nel fatto che il giocatore non gioca contro un avversario umano, bensì contro una macchina: questo toglie al gioco il contatto umano tipico dei giochi di carte, che, a seconda dei contesti e delle modalità di gioco, possono essere considerati giochi di società.

## Regole e meccanica del gioco

### Regole generali
Le regole sono simili al 5 card draw. Il giocatore immette la puntata che può variare a seconda della macchina scelta. Quindi la macchina genera casualmente le carte che vengono visualizzate nello schermo e che compongono il punto del giocatore. Il giocatore ha, a questo punto, la possibilità di cambiare un numero di carte a sua disposizione a sua scelta: queste verranno sostituite con nuove carte. Il giocatore ha facoltà di non cambiare nessuna carta, o anche tutte.
Termina così il gioco: la macchina elargisce il denaro che spetta al giocatore a seconda del denaro che ha puntato all'inizio e del punto che è legato con le carte.

## Varianti
Il Video Poker si presta a diverse varianti. Qui ne elenchiamo le più importanti:
- il Deuces Wild, i due valgono come i jolly. Questo permette la possibilità di fare un pokerissimo, ossia un punto chiuso con tutte le carte dello stesso valore;
- il Jacks or Better, la mano minima per essere pagati è una coppia di Jack
- il Jokers Wild, un jolly è incluso nel mazzo, che può assumere il valore di qualsiasi carta. Si può quindi legare, per esempio, un pokerissimo o una scala reale con jolly.

## Storia
Il video poker nasce come incrocio tra le slot machine e il 5 card draw. Esso deve infatti molto al sistema delle slot, di cui il primo esemplare fu realizzato nel 1887 da Charles Fey. Si chiamava Liberty Bell, e si trattava di una vera e propria slot machine meccanica, composta da tre rulli con 5 simboli ciascuno. Il giocatore introduceva una moneta nella macchina e tirava la leva, girava quindi il rullo che conteneva le carte da gioco. Se il giocatore aveva ottenuto un punto vincente, ritirava delle sigarette o delle bibite. Essa può essere considerata come un vero e proprio antenato del video poker, con la differenza di essere basato esclusivamente sulla fortuna. Nel 1901 venne inventata sempre da Fey la prima "Skill Draw" nella quale il giocatore poteva tenere alcune carte dello spin iniziale e poi completare la mano con lo spin successivo.
Bisognerà aspettare fino al 1970 per vedere il primo esemplare del "moderno" video poker digitale. Si chiamava "Poker-Matic"  ed era prodotto dalla Dale Electronics Corporation ed era costituito da uno schermo televisivo dell'epoca unito a un sistema di elaborazione centrale, completo di effetti grafici e sonori. Sebbene venne installato praticamente in ogni casinò di Las Vegas, esso non raggiunse la popolarità sperata, a causa della ancora diffusa diffidenza della gente nei confronti dei dispositivi elettronici.
Fu nel 1978 che il cosiddetto "padre del video poker", William Si Redd, fondò la Sircoma, compagnia che di lì a poco sarebbe diventata il punto di riferimento per la produzione e distribuzione di video poker su tutto il suolo americano. Il 1979 è il lancio della sua nuova invenzione, la "Draw Poker", che venne distribuita in tutti i casinò statunitensi; intanto la Sircoma diventava un'azienda quotata in borsa e prendeva il nome di International Game Technology.
Nel 1994 avviene il lancio del video poker anche sulle piattaforme online, per mano della compagnia di videogiochi Microgaming.